# Георги Громов
Георги Николов Громов е български актьор и режисьор.

## Биография
Роден е във Варна на 27 юли 1895 г. Дебютира през 1918 г. във Варненската оперно-драматична дружба. От 1920 до 1923 г. учи театрално изкуство във Виенската консерватория при Зд. Кестранек и проф. Арндт. През 1923 г. започва работа в Народния театър. Основава Камерен театър във Варна през 1924 г. До 1939 г. последователно играе в театрите в Пловдив, Русе, Варна, Бургас. През 1939-1940 г. организира пътуващ театър. Актьор е в Скопския народен театър в периода 1941-1944 г., в Плевенския театър през 1945 г., в театър „Трудов фронт“ през 1947-1948 г. От 1950 до 1953 г. е режисьор във Варненския народен театър. Почива на 4 септември 1966 г. във Варна.

## Роли
Георги Громов играе множество роли, по-значимите са:
- Хамлет – „Хамлет“ на Уилям Шекспир
- Маркиз Поза – „Дон Карлос“ на Фридрих Шилер
- Карл Моор – „Разбойници“ на Фридрих Шилер
- Порфирий Петрович – „Престъпление и наказание“ на Фьодор Достоевски
- Динко – „Вампир“ на Антон Страшимиров[1]

## Постановки
Като режисьор поставя на сцена постановките:
- „Иванко“ на Васил Друмев
- „Свекърва“ на Антон Страшимиров
- „Любов“ на Орлин Василев
- „Насила оженване“ на Молиер[1]